# باراماونت (كاليفورنيا)
 باراموونت (بالإنجليزية: Paramount)‏ هي إحدى مدن مقاطعة لوس انجليس، كاليفورنيا. تم إعطاءها لقب مدينة في 30 يناير, 1957.

## التركيبة السكانية
حدّد مكتب تعداد الولايات المتحدة بيانات التركيبة السكانية لباراماونت في تعداد الولايات المتحدة. في ما يلي، التركيبة السكانية حسب تعدادي 2000 و2010.

### تعداد عام 2000
بلغ عدد سكان باراماونت 55,266 نسمة بحسب تعداد عام 2000، وبلغ عدد الأسر 13,972 أسرة وعدد العائلات 11,334 عائلة مقيمة في المدينة. في حين سجلت الكثافة السكانية 4,407.2 نسمة لكل كيلومتر مربع (11,414.6/ميل2). وبلغ عدد الوحدات السكنية 14,591 وحدة بمتوسط كثافة قدره 1,163.6 لكل كيلومتر مربع (3,013.7/ميل2).
وتوزع التركيب العرقي للمدينة بنسبة 34.70% من البيض و13.59% من الأمريكيين الأفارقة و1.06% من الأمريكيين الأصليين و3.35% من الأمريكيين ذوي الأصول الآسيوية و0.84% من سكان جزر المحيط الهادئ و41.69% من الأعراق الأخرى و4.78% من عرقين مختلطين أو أكثر و72.28% من الهسبانيون أو اللاتينيون من أي عرق.
بلغ عدد الأسر 13,972 أسرة كانت نسبة 62.6% منها لديها أطفال تحت سن الثامنة عشر تعيش معهم، وبلغت نسبة الأزواج القاطنين مع بعضهم البعض 51.3% من أصل المجموع الكلي للأسر، ونسبة 21.7% من الأسر كان لديها معيلات من الإناث دون وجود شريك،  بينما كانت نسبة 8.1% من الأسر لديها معيلون من الذكور دون وجود شريكة وكانت نسبة 18.9% من غير العائلات. تألفت نسبة 14.6% من أصل جميع الأسر من عدة أفراد يعيشون في نفس المنزل ونسبة 4.6% كانت تتألف من شخص يعيش بمفرده يبلغ من العمر 65 عاماً أو أكثر. وبلغ متوسط حجم الأسرة المعيشية 3.93، أما متوسط حجم العائلات فبلغ 4.31.
بلغ العمر الوسطي للسكان 25.6 عاماً. وكانت نسبة 36.9% من القاطنين تحت سن الثامنة عشر، وكانت نسبة 12% بين الثامنة عشر والرابعة والعشرين عاماً، ونسبة 31.9% كانت واقعةً في الفئة العمرية ما بين الخامسة والعشرين والرابعة والأربعين عاماً، ونسبة 13.8% كانت ما بين الخامسة والأربعين والرابعة والستين، ونسبة 4.8% كانت ضمن فئة الخامسة والستين عاماً فما فوق. يوجد لكل 100 أنثى 96.4 ذكر، ويوجد لكل 100 أنثى في الثامنة عشر من عمرها فما فوق 93.4 ذكر.
بلغ متوسط دخل الأسرة في المدينة 36,749 دولارًا، أما متوسط دخل العائلة فبلغ 37,276 دولارًا. وكان متوسط دخل الذكور 27,730 دولارًا مقابل 22,472 دولارًا للإناث. وسجل دخل الفرد الخاص بالمدينة 11,487 دولارًا. وكانت نسبة 19.1% من العائلات ونسبة 21.9% من السكان تحت خط الفقر، وكان من هؤلاء نسبة 27.7% تحت سن الثامنة عشر ونسبة 10.5% في الخامسة والستين من العمر وما فوق.

### تعداد عام 2010
بلغ عدد سكان باراماونت 54,098 نسمة بحسب تعداد عام 2010، وبلغ عدد الأسر 13,881 أسرة وعدد العائلات 11,351 عائلة مقيمة في المدينة. في حين سجلت الكثافة السكانية 4,314 نسمة لكل كيلومتر مربع (11,173.2/ميل2). وبلغ عدد الوحدات السكنية 14,571 وحدة بمتوسط كثافة قدره 1,162 لكل كيلومتر مربع (3,009.6/ميل2).
وتوزع التركيب العرقي للمدينة بنسبة 42.49% من البيض و11.71% من الأمريكيين الأفارقة و0.81% من الأمريكيين الأصليين و3.01% من الأمريكيين ذوي الأصول الآسيوية و0.77% من سكان جزر المحيط الهادئ و37.01% من الأعراق الأخرى و4.19% من عرقين مختلطين أو أكثر و78.65% من الهسبانيون أو اللاتينيون من أي عرق.
بلغ عدد الأسر 13,881 أسرة كانت نسبة 57.6% منها لديها أطفال تحت سن الثامنة عشر تعيش معهم، وبلغت نسبة الأزواج القاطنين مع بعضهم البعض 49.8% من أصل المجموع الكلي للأسر، ونسبة 22.4% من الأسر كان لديها معيلات من الإناث دون وجود شريك،  بينما كانت نسبة 9.6% من الأسر لديها معيلون من الذكور دون وجود شريكة وكانت نسبة 18.2% من غير العائلات. تألفت نسبة 13.7% من أصل جميع الأسر من عدة أفراد يعيشون في نفس المنزل ونسبة 4% كانت تتألف من شخص يعيش بمفرده يبلغ من العمر 65 عاماً أو أكثر. وبلغ متوسط حجم الأسرة المعيشية 3.87، أما متوسط حجم العائلات فبلغ 4.22.
بلغ العمر الوسطي للسكان 28.6 عاماً. وكانت نسبة 32.6% من القاطنين تحت سن الثامنة عشر، وكانت نسبة 11.8% بين الثامنة عشر والرابعة والعشرين عاماً، ونسبة 30.1% كانت واقعةً في الفئة العمرية ما بين الخامسة والعشرين والرابعة والأربعين عاماً، ونسبة 19.3% كانت ما بين الخامسة والأربعين والرابعة والستين، ونسبة 6.3% كانت ضمن فئة الخامسة والستين عاماً فما فوق. وتوزع التركيب الجنسي للسكان بنسبة 48.6% ذكور و51.4% إناث.

## توأمة
لباراموونت (كاليفورنيا) اتفاقيات توأمة مع:
- تبيك

## أعلام
- خيسوس ميسيل فاسكيز
- تشارلز هويرتا
- غويلرمو غونزاليس
- نيكول باين